# Diethelm Balke
Diethelm Balke (22 de Setembro de 1919 - ) foi um comandante de U-Boot que serviu na Kriegsmarine durante a Segunda Guerra Mundial.